# Phil Babb
Philip Andrew Babb (ur. 30 listopada 1970 w Lambeth na przedmieściach Londynu) – irlandzki piłkarz grający na pozycji środkowego obrońcy.

## Kariera klubowa
Babb urodził się w aglomeracji Londynu w rodzinie irlandzkiej. Pierwsze treningi piłkarskie podjął w londyńskim zespole Millwall F.C. W 1989 roku był w kadrze pierwszej drużyny, jednak nie zdołał zadebiutować w Division One. W 1990 roku odszedł więc do Bradford City i 8 września rozegrał dla tego klubu swój pierwszy mecz. Bradford pokonało wówczas 2:1 Reading F.C., a Phil zdobył jedną z bramek. W całym sezonie zdobył ich 10, a w kolejnym - 4.
W 1992 roku Irlandczyk odszedł z Bradford i został zawodnikiem grającego w nowo powstałej Premiership, Coventry City. Ówczesny menedżer zespołu Bobby Gould zapłacił za niego 500 tysięcy funtów. W nowym zespole Phil zadebiutował 15 sierpnia w wygranym 2:1 domowym spotkaniu z Middlesbrough F.C. W Coventry, podobnie jak w Bradford, występował w podstawowym składzie. Spędził tam dwa sezony, w trakcie których rozegrał 77 meczów i zdobył 3 gole.
Latem 1994 roku Babb podpisał kontrakt z prowadzonym przez Roya Evansa, Liverpoolem. Kwota transferu irlandzkiego obrońcy wyniosła wówczas 3,6 miliona funtów. 17 września zadebiutował w koszulce „The Reds” w meczu Premiership, przegranym 0:2 z Manchesterem United. Za czasów menedżerskiej kadencji Evansa Babb grywał najczęściej na lewej obronie w stosowanym przez Anglika systemie 3-5-2. Po odejściu Evansa, menedżerem został Gérard Houllier, ale Babb grał u Francuza w mniejszej ilości meczów. Na początku 2000 roku został wypożyczony do Tranmere Rovers, dla którego rozegrał 4 spotkania w Division One, a latem odszedł z Liverpoolu.
Na zasadzie wolnego transferu Babb przeszedł do portugalskiego Sportingu. W 2001 roku zajął z nim 3. miejsce w lidze, a w 2002 wywalczył zarówno mistrzostwo kraju, jak i Puchar Portugalii. Latem wrócił do Anglii i 17 sierpnia zadebiutował w barwach Sunderlandu. Na koniec sezonu spadł z tym klubem z Premiership, a kolejny spędził grając w Division One. W 2004 roku zdecydował się zakończyć piłkarską karierę.
| Sezon     | Klub                 | Kraj       | Rozgrywki      | Mecze | Bramki |
| --------- | -------------------- | ---------- | -------------- | ----- | ------ |
| 1989/1990 | Millwall F.C.        | Anglia     | Division One   | 0     | 0      |
| 1990/1991 | Bradford City A.F.C. | Anglia     | Division Three | 34    | 10     |
| 1991/1992 | Bradford City A.F.C. | Anglia     | Division Three | 46    | 4      |
| 1992/1993 | Coventry City F.C.   | Anglia     | Premiership    | 34    | 0      |
| 1993/1994 | Coventry City F.C.   | Anglia     | Premiership    | 40    | 3      |
| 1994/1995 | Coventry City F.C.   | Anglia     | Premiership    | 3     | 0      |
| 1994/1995 | Liverpool F.C.       | Anglia     | Premiership    | 34    | 0      |
| 1995/96   | Liverpool F.C.       | Anglia     | Premiership    | 28    | 0      |
| 1996/1997 | Liverpool F.C.       | Anglia     | Premiership    | 22    | 1      |
| 1997/1998 | Liverpool F.C.       | Anglia     | Premiership    | 19    | 0      |
| 1998/1999 | Liverpool F.C.       | Anglia     | Premiership    | 25    | 0      |
| 1999/2000 | Liverpool F.C.       | Anglia     | Premiership    | 0     | 0      |
| 1999/2000 | Tranmere Rovers F.C. | Anglia     | Division One   | 4     | 0      |
| 2000/2001 | Sporting CP          | Portugalia | Superliga      | 10    | 0      |
| 2001/2002 | Sporting CP          | Portugalia | Superliga      | 27    | 0      |
| 2002/2003 | Sunderland A.F.C.    | Anglia     | Premiership    | 26    | 0      |
| 2003/2004 | Sunderland A.F.C.    | Anglia     | Division One   | 22    | 0      |

## Kariera reprezentacyjna
W reprezentacji Irlandii Babb zadebiutował 23 marca 1994 roku w zremisowanym 0:0 towarzyskim spotkaniu z Rosją. W tym samym roku został powołany przez selekcjonera Jacka Charltona do kadry na Mistrzostwa Świata w USA. Tam był podstawowym obrońcą swojej drużyny i rozegrał cztery spotkania: z Włochami (1:0), z Meksykiem (1:2), z Norwegią (0:0) oraz w 1/8 finału z Holandią (0:2). Po raz ostatni w kadrze narodowej Babb wystąpił w 2002 roku, w meczu eliminacji do Euro 2004 z Rosją (2:4), w którym strzelił bramkę samobójczą. Łącznie zaliczył w niej 35 spotkań i nie zdobył żadnego gola.